# Chapelle du cimetière de Cour-Saint-Maurice
La Chapelle du cimetière de Cour-Saint-Maurice est une ancienne église paroissiale, protégé des monuments historiques, situé à Cour-Saint-Maurice dans le département français du Doubs.

## Histoire
Au XIe siècle, l'église de Cour-Saint-Maurice est érigée. Elle subit une remaniement en profondeur au cours du XVIIIe siècle. En 1835, une nouvelle église paroissiale est construite ; le clocher-porche et la nef de l'ancienne église disparaissent, la transformant en chapelle.
La chapelle de cimetière de Cour-Saint-Maurice fait l’objet d’une inscription au titre des monuments historiques depuis le 6 février 2008.

## Rattachement
L'église fait partie de la paroisse de Sancey-Belleherbe qui est rattachée au diocèse de Besançon.

## Architecture
La chapelle actuelle ne possède qu'un chœur et qu'une sacristie, issu de l'ancienne église paroissiale. La voûte du chœur est en plâtre sur lattis de bois.